# 阿部敦
阿部 敦（あべ あつし、1981年3月25日 - ）は、日本の男性声優。賢プロダクション所属。栃木県足利市出身。

## 来歴

### 生い立ち
昔は両親が共働きであった。そのため祖母に面倒を見てもらっており、すごいおばあちゃん子だったという。
母、祖母の話によると、子供の頃はよく走る活発な子供だったという。
小学校入学前の小さい頃は、親によると、「ずっと走っていて、目を離すとすぐにいなくなる」タイプであった。
小学校入学後、「周りと少し合わないな」ということが多くなり、周囲から見れば「少しズレている感じの子どもだったんだろう」と語る。しかし昔からわりと、人物が気になる色々なことが気にならないタイプで「なんで仲良く話さないんだろう」と思っていた。その時は「絶対好きな子もいるはずなのに。なぜ意地を張るんだろう」と不思議であった。後々になり「みんな、いろいろなことを気にしていたんだな」と思うようになり、「自分がズレていたんだな」とわかったという。

### 声優になるきっかけ
物心ついてからアニメ、漫画、ゲーム、映画が好きになったが、元々芝居が好きであり、小学生の頃は学芸会が好きだった。
小学5、6年生でテレビで林原めぐみ、佐々木望など声優の特集をしていた番組を観て、職業としての「声優」を知って、アニメ、映画も好きだったことから「声優が天職だろう」と思ったという。その時に憧れを持ち、「声優になれたらいいなあ」ぐらいの気持ちで初めて意識した。その頃から、将来の夢は「声優になれたらいいな」と思うようになった。その頃、好きだったアニメはアニメ映画『天空の城ラピュタ』。

### デビュー前
両親は厳しく、アニメ、ゲームが好きではなかったという。中学時代も夜7時以降にテレビを観てはいけなかったという。朝もアニメを観ていると怒られ、「アニメを観るくらいならニュースを観なさい」、「漫画を読むくらいなら新聞を読みなさい」と言われたが、それに反発していたという。
阿部家は父が野球で甲子園に出場しており、従姉妹が水泳でインターハイに出たりする体育会系であり、阿部は阿部家の中ではイレギュラーな存在だったという。中学時代は親から「運動部に入れ」と言われ、テニス部に所属していた。1年で退部したが、県大会に出場した経験も持つ。
中学校進学後、だんだん「どのキャラを、どの声優さんがやってる」というのも気にし始めるようになった。声優の真似事ができず「声優に近いことをしよう」、、「とにかくお芝居をしよう」と思い、白鷗大学足利高等学校時代から演劇部に所属。当時の役柄は三枚目が多かった。部活動で観に来ていたOB・OGの人物と縁が出来て高校2年生の頃にアマチュアの社会人劇団の舞台に出演していた。演出として来ていた高校時代の演劇部のOGに紹介してもらい、半年後、地元の社会人劇団に所属。
高校卒業後は親の勧めもあり、4年制大学の経済学部へ進学。大学進学後も、毎日演劇に関わっていたという。この社会人劇団には地元を離れるまで所属しており、客演を頼まれて出演したり、住んでいた地域を越えて幅広く活動していた。
大学3、4年生になり、周囲は大学2年生の後半から就職活動を始めていたが、阿部は全然しておらず、芝居の関係の活動ばかりしており、就職するというのがよくわからなかったという。感覚的にも違和感があり、「なんで自分の好きでない仕事をしなくてはいけないんだろう」という考えだったことから、「好きなことをしてお金をもらえてごはんが食べられたらいいのになあ」と思っていたという。「僕もそろそろ何かしら動きはじめないとな…」、「そろそろ将来のこと考えないとな」と思い、真剣に一日考えていたという。その時、考えたのは今後の自分の姿であり、やりたいことを自由にやれるタイミングというのは、今が最後なような気が気がして、「やっぱりやりたいことをやろう！」とその一日で声優の道へ進むことを決めたという。
前述の通り、家庭はアニメ、漫画、ゲームといった文化に否定的だったこともあり、当初は両親は「そんな適当な考えでなれるわけがない」と猛反対していた。長男だったこともあり、「何の保証もない世界で、生活はどうするんだ」、「頑張ったって声優になれる保証はないだろ？」、「どういう風に食っていくんだ？」、「なれるって保証なんてないんだろう」、「どうやって食っていくんだ」などと責められ、「なりたいんだ、ごめん」としか言えなかったが、最後は両親が折れて援助してくれたという。白鷗大学卒業後、親に決意表明をしたあと、「声優ってどうやってなるんだ？」という疑問が浮かんでいた。
東京アナウンスアカデミー（現：東京アナウンス・声優アカデミー）の卒業生に有名な人物も多くおり、授業料も安かったため、芝居の基礎は劇団のたたき上げだったことから、声優になる方法がわからず、「とりあえず養成所に行こう」、「とりあえず学校に行ってみよう」、「声優を目指すなら今が最後のチャンスだ」と考え、アルバイトをしながら同アカデミーに通った。
その後、同アカデミーで行われたマウスプロモーションと81プロデュースと賢プロダクションによる三社合オーディションで声優養成所のスクールデュオに合格。そこに後の賢プロダクションの代表取締役の内海賢太郎が面接官として来ていたという。当時は賢太郎も「お芝居って何だと思う?」、「演技で何を重視している?」などたくさんの質問をしてくれていた。阿部はそういうことを訊かれると持論を語ってしまうほうのため、他の面接官そっちのけで、芝居について2人で喋ってしまい、ほかの人物にはすごく申し訳ないことをしていたという。合格後は同養成所に6期生として2年通う。
養成所時代、マイク前で演技することには、なかなか慣れず、舞台発声になってしまうため、距離感が違うなど舞台っぽくデカい芝居になってしまった。マイクが全然信用できず、ボソボソと喋る演技をしたとして、「本当におまえ、拾ってくれんの？」というを反応され、最初はすごく不安だった。そんな時に、賢プロダクション相談役の野村道子が授業を見に来ており、個人的に話をする機会があり、「私と今、喋ってるくらいの音量でいいのよ。ちゃんとマイクは拾ってくれるから」とアドバイスを受ける。「あの道子さんがおっしゃるのなら、そうなんだ！」と吹っ切れて、マイクを信用することにした。慣れるまでは1年くらいはかかったが、徐々に変わり始め、現場にも出させてくれるようになった。芝居の土台は、劇団演劇で作れていたことから、ほかの人物が知識として処理してきた芝居は、実感として身につけていった。
養成所時代に心がけていたことは週に4本などたくさんの芝居を見ていた。舞台を基にしてやっていきたかったため、舞台はたくさん見ていたという。
アッパークラス時代は芝居を一緒に1本作ると結構仲よくなったため、講師と一緒に軽井沢で合宿したりもしていたという。
賢プロの養成所時代の思い出は合宿で2、3泊の日程で岐阜県飛騨市に行ったが、当時は課題の量がものすごくて芝居漬けの日々だった。合宿中に野村道子から「目つきが役者の目になってきたわね」と、声をかけてくれたことも印象的で、自覚がなかっただけに、凄く嬉しかったという。
同養成所を卒業した後、賢プロダクションへ所属。阿部は少年声だが、当時偶々事務所には少年声を出す人物があまりおらず、これが同プロダクションに所属した理由の一つだと語る。
専門学校時代と養成所時代は足利から準急列車で片道で家から3時間くらいかけて通っていた。2007年くらいに千葉県松戸市新松戸に引っ越しをして一人暮らしを始める。栃木県にいた大学生の頃から色々なアルバイトを経験しており、チェーンのハンバーガーショップ、地元のパチンコ屋、牛丼チェーンでの深夜勤務、インターネットプロバイダのテレホンアポインターなどをしていた。

### デビュー後
2006年に『コヨーテ ラグタイムショー』のアレックス役でデビュー。
2007年に『しゅごキャラ!』の相馬空海役で初めて主要キャラクターを演じ、2008年には『亡念のザムド』の竹原アキユキ役、『とある魔術の禁書目録』の上条当麻役と、2作品で主役を演じた。また同時期の『亡念のザムド ザンバニ号放送局』では初めて（メイン）ラジオパーソナリティを担当。
2010年3月6日に発表された第4回声優アワードで新人男優賞を受賞。

## 人物

### 特色
熱血から草食系までの少年役を演じる。『とある魔術の禁書目録』の頃から、周囲を際立たせるために個性を抑え、あえてフラットな主人公が増えてきた。しかし上条当麻はそういう主人公とは違い、泥まみれで汗水流して戦い、更にヒロインを救うという役で、「すごく主人公らしい主人公」という感じがしていたという。元々熱血ものを演じたかったため、その願いが叶いつつ世間にも認知してくれたという意味では、すごく思い出深い役の一つだという。阿部自身はわりとストレートで物事の考え方、生き方が単純で、「裏表のない人間だ」と思っており、言いたいことも隠せず言ってしまうほうである。当麻のような役は、演じていて気持ちよく、楽しいという。当麻と同じ経験はないにしても、「こういう気持ちになったことはある」のような場面はなかなかないが、共演者の芝居に心を動かされて、スイッチが入る瞬間はある。「絶対に助ける」と思い、ゴーレイに突っ込んでいき、共演者と互いに盛りあげていける関係性は、「すごく素敵だ」と語る。阿部曰く演じる役は熱血タイプのイメージが強いが、『亡念のザムド』の竹原アキユキ役は、「けっこう飄々とした役で、ちょっと真面目感がある飄々とした感じが、この軽めの声に合っていたのかもしれない」という。また「自分でこれをやろう」と言って、自分の力で何かをやっていく主人公の方が得意だといい、阿部が演じている主人公は、「自分で何かをなしている、前に出て何かをやるタイプだ」と思っているという。『とある魔術の禁書目録』の上条当麻役、『バクマン。』の真城最高役、『亡念のザムド』の竹原アキユキ役もそうであり、主役ではないが、『しゅごキャラ!』の空海役も、基本的には自分から前に出て何かをやっていくキャラが多いため、それにマッチした役を演じてもらっている気がするという。
『Girls-Style』のインタビューでも明るく張りのある声は、物語を引っ張っていく正統派の役どころに似合う印象があるとされているが、阿部自身は声質ばかりは、生まれ持ったものなため、「両親ありがとう」と言うしかないという。ただし、長所でもあり欠点でもあり、印象的なイメージがあれば、逆にそれ以外の役が演じにくくなり、例えば外画で年配の男性役はできないという。「どうしても声によって役の方向付けは誰もがされちゃう」と思っており、2011年時点では若い青年の主役を多く演じているが、将来的には敵役、脇を固める役などの色々な役を演じていきたいといい、重要になるのは芝居で、「じっくりゆっくり力をつけていけたらな」と語る。
舞台をしていたことから、舞台にいる時は気を抜いてはいけないなど、大事なことに気がつけたという。舞台で距離感を生かせることはあったが、声優をすることになり、距離感、ニュアンスがわかるようになった。演技をして波の形を意識しているという。この地点から、別の地点の感情に行きたい場合、急に行くのではなく、最初に気づきがあり、行き着くようにしたいといい、そうでないと不自然に見えてしまい、そうした芝居の流れを重視しているという。

### 出演作について
駆け出しの頃は色々なオーディションを受けつつも、なかなか箸にも棒にもかからない状態であった。そんな中で、マネージャーから「おそらくこの作品は、まだイメージが定着してない新人系の声優を起用する感じがする。阿部くんは、役にも合ってるから受けてみなよ」と言われて『とある魔術の禁書目録』の主人公、上条当麻役のオーディションを受けていたところ合格。その時は「もうちょっとやれたかな」と思っていたため、決まった時はうれしかったという。当時は新人で主役だったが、座長としてのプレッシャーや不安などはとくになかった。元々、舞台をしていたおかげもあり、大勢でものを作ることには慣れていたのもあり、不安に思っていてもしょうがなかった。それよりも作品に関わっていた人物たちと一緒に、皆が「いいなと思えるような作品を一緒に作れたらいいな」という気持ちのほうが強かったような気がしていた。そのためには自分が頑張らなくてはいけないことから「悔いがないようにちゃんとやろう」とは思っていた。一緒になった結構上の先輩からも「阿部くんはどっしりしてるね」と言われるタイプで、当時のデスクにも「天狗になったら、すぐ鼻をへし折ってやるからな！」と言われていたものの、阿部は何回か収録を重ねていくうちにそのデスクからは「阿部くんは、天狗になるとか、そういう感じじゃあないね」と言われてしまった。初めての主役で嬉しいのは間違いなかったが、「この一役だけやっていれば一生食べていける」というものでもないため、阿部はかなり現実的に考えていた。『とある魔術の禁書目録』が放送終了しても、事務所には戦力として認めてもらえなくてはいけないこと、別のオファーももらえなくてはいけないこと、次のオーディションにも受からなくてはいけないこともあり、「考えれば考えるほど、調子に乗ってる場合じゃないな」と思った。セリフを読んでいた時はそのセリフが「叫ぶ」としか書いていなかったことから、「おぉーーー」から始まり、途中で「あぁーーー」に変わった。その時に「これはいったい、何の叫びなのかなぁ？」と不思議で、どんな場面なのかの説明がなかったため、自分の中で、かめはめ波の撃ち合いを想像して演じていた。あとは実際の芝居の動きを考えながら演じていた。当麻の後ろにヒロインがいて前に敵がおり、彼女を庇ってるようなシーンだったため、敵のほうを向いていた。しかし、後ろのヒロインに話しかける芝居があり、前の敵にも話す芝居があるため、声の雰囲気をかなり意識して演じていたりしていた。第1話の演技のすり合わせも、あまりうまくいけず、収録時間を1時間弱くらい、オーバーしてしまったが、そこで収録が終えた時に周囲の皆に拍手された。その時に感覚を掴み軌道修正をしてき、第2話、第3話と少しずつ収録時間のオーバーも減り、第4話くらいには時間内に終わるようになった。敵役のキャストは経験豊富な声優たちが多く、超が付くようなベテランばかりだったため、新人は全力でガムシャラにするしかなく、そのおかげで、迷いなく不安なくアフレコに望めたのはよかったと語る。アニメ『とある魔術の禁書目録』で、好きなキャラクターとして月詠小萌を挙げている。『とある魔術の禁書目録II』ではオルソラを推している。
『バクマン。』では主人公、真城最高役を演じていたが、以前から『バクマン。』の原作を読んでおり、好きだったこともあり、凄く演じてみたい役だった。子供のころから憧れだった『週刊少年ジャンプ』の連載漫画作品に関われたこと、NHKの番組に出演できるということが物凄く嬉しかったという。後から聞いていたところ、オーディションにも、業界の名のある人物などものすごい人数が参加していた。オーディションの時も、「きちんと演じられたかな」と手応えもあったという。手応えがあったことから通るとは限らないが、そこに合格したのは驚きで、嬉しかったという。ただし、親にとっては『週刊少年ジャンプ』の連載漫画作品だからというわけではなく、放送局がNHKだったことが刺さったようで、初めて、親が仕事に食い付いてくれていた。その時に「こういう仕事やって、こういう役をやるんだよ」、「こういう作品で、主役をやるんだよ」と伝えていた。あまり興味なさそうに「ふーん」と感じで、昼間放送のテレビアニメなら流し見してくれたりはしていたようだったが、『バクマン。』の放送時は、浮かれたようだった。しかし親戚、職場の人物にもアピールしてくれたようで、「やっぱりNHKってすごいんだなあ」とありがたいことだったという。

### 交友・対人関係
「自分自身は長男で上に兄弟が居ず、優しいお姉さんに憧れていたから」との理由から井上喜久子を慕っている。
岡本信彦とは共演する事が多く親交があり、岡本のブログに他の男性声優とともに一緒に写っている写真が掲載されている。岡本とはライバル関係の役が多い。また、同じ事務所に所属する声優のうち、代永翼とは養成所の同期の間柄であり、2009年3月に移籍してきた中村知子とは、お互いの初レギュラーが『しゅごキャラ!』ということで親しい。

### 趣味・嗜好
趣味・特技はピアノ。
本人曰く、すぐに眠れるタイプ。過去には、3日間徹夜した疲れから寝込んで、目が覚めたときにカレンダーを確認したら、30時間眠り続けたことがあるという。本を読んで必要なければ雨戸も1週間あけないと話していた事もある。
公式ブログのトップ画面では、枕を持ったパジャマ姿の写真が使われている。後に『とある魔術の禁書目録』の声優座談会でデザインの説明がされた他、パロディ作品『とある魔術のいんでっくすたん 2』でネタにされた。好きなアニメは『天空のエスカフローネ』だと語っている。
前述のとおり、昔からアニメ、映画が好きで、普通にオタクで2011年時点では色々な物を見ており、フィギュアを集めたり、カードゲームを集めたりするのも好きだという。
声優になり知り合いが多く出演しているとアニメを見る目が変わった。子供の頃から知っていた声優と同じ現場になると、単純にうれしいというのもあるが、「やっぱりすごいなあ」、「わあっ」と思う時がある。一視聴者として楽しんで作品を見ることがほとんどだが、ふとした瞬間に役者としての目線に戻されてしまうことがあるという。
好きなことは何でもするが、インドア系で部屋で映像作品を観たり、インターネットをしたりしている。2011年時点では「ちょっと外に出ようかな」と思い、野島裕史に話を聞いたり、店を紹介してくれて格好良く自転車を買った。2011年時点ではその自転車で、色々なスタジオにシャカシャカ走って行っている。運動神経は悪くなく、基礎体力もけっこうあるほうのため、身体を動かすのは苦ではなく自転車も楽しいという。

### 家族
祖母は『バクマン。』までアニメで阿部の声を聞いても、声が違うように聞こえていたようで、あまり「自分の孫が演じている」と実感がなかった様子だったという。NHKが何度か特番で収録風景などを放送してくれたため、それを見ていた祖母は、初めて阿部が「演じている」と実感していたようだったという。1歳下の妹がいる。

## 出演
太字はメインキャラクター。

### テレビアニメ
2006年
- こてんこてんこ（係員B）
- コヨーテ ラグタイムショー（アレックス）
- NANA（男）

2007年
- 結界師（クラスメイト、少年）
- しゅごキャラ!（2007年 - 2010年、相馬空海） - 3シリーズ

2008年
- 君が主で執事が俺で（刺客2）
- 今日からマ王!（側近、部下、業者、刺客、兵士、生徒、白い鴉、眞魔国兵士）
- 鉄のラインバレル（生徒）
- シゴフミ（小竹透）
- TYTANIA -タイタニア-（兵士、オペレーター、男の子、諜報員 他）
- とある魔術の禁書目録（2008年 - 2019年、上条当麻） - 3シリーズ
- とらドラ!（男子生徒A、男子A）
- 隠の王（風魔忍）
- ワールド・デストラクション 〜世界撲滅の六人〜（カラクリ兵）

2009年
- 明日のよいち!（男子生徒C）
- アラド戦記〜スラップアップパーティー〜（カディン）
- グイン・サーガ（マリウス）
- 戦う司書 The Book of Bantorra（リズリー＝カロン）
- とある科学の超電磁砲（2009年 - 2020年、上条当麻） - 3シリーズ
- 鋼の錬金術師 FULLMETAL ALCHEMIST（少年）
- 初恋限定。（男子A、テニス部員A）

2010年
- 裏切りは僕の名前を知っている（人形C）
- おおきく振りかぶって 〜夏の大会編〜（男子、小林投手、矢野淳）
- 会長はメイド様!（深谷陽向）
- 刀語（鑢一根）
- 極上!!めちゃモテ委員長（渚）
- セキレイ〜Pure Engagement〜（高野、葦牙）
- 伝説の勇者の伝説（ムー・ベラリオール）
- もっとTo LOVEる -とらぶる- （古手川遊）
- バクマン。（2010年 - 2013年、真城最高） - 3シリーズ
- B型H系（小須田崇）
- ひめチェン!おとぎちっくアイドル リルぷりっ（ユースケ、司会）
- 迷い猫オーバーラン!（生徒4、男子）
- メタルファイト ベイブレード 爆（2010年 - 2011年、ゼオアビス）
- 夢色パティシエール（志摩礼也、モーリス）

2011年
- X-MEN（建夫）
- カードファイト!! ヴァンガード（2011年 - 2020年、雀ヶ森レン / マスク・ザ・ダーク、マーク先生〈マーク・ホワイティング〉） - 11シリーズ
- GOSICK -ゴシック-（アンブローズ）
- テガミバチ REVERSE（カミュ）
- BLOOD-C（鞘総逸樹）
- メタルファイト ベイブレード 4D（2011年 - 2012年、ゼオ）
- ラストエグザイル-銀翼のファム-（ハイネ）

2012年
- アドリブアニメ研究所（駿河親方）
- Another（榊原恒一）
- エリアの騎士（勅使河原）
- となりの怪物くん（マーボ）
- To LOVEる -とらぶる- ダークネス（2012年 - 2015年、古手川遊） - 2シリーズ
- はぐれ勇者の鬼畜美学（海堂元春）
- 氷菓（羽場智博）
- ファイ・ブレイン 神のパズル（ノー）

2013年
- 頭文字D シリーズ（2013年 - 2014年、乾信司） - 2シリーズ
- みにヴぁん（2013年 - 2016年、雀ヶ森レン、黒百合の銃士 ヘルマン） - 2シリーズ
- 弱虫ペダル（2013年 - 2023年、泉田塔一郎） - 5シリーズ

2014年
- 名探偵コナン（2014年 - 2022年、杉松、近藤タクミ、別府亮太）

2015年
- ガンスリンガー ストラトス（風澄徹）
- 境界のRINNE（恋未練男子）
- 銀魂゜（長宗我部）
- Go!プリンセスプリキュア（藍原ゆうき）
- 聖剣使いの禁呪詠唱（ダルコ）
- ダイヤのA シリーズ（2015年 - 2019年、福井健斗） - 2シリーズ
- だんちがい（仲野晴輝）

2016年
- 装神少女まとい（手塚秀夫）
- だがしかし（2016年 - 2018年、鹿田ココノツ） - 2シリーズ
- タブー・タトゥー（王）
- デュエル・マスターズ VSRF（アクミ）
- ノルン+ノネット（鈴原空汰）
- ハイキュー!! セカンドシーズン（中島猛）
- 迷家-マヨイガ-（氷結のジャッジネス、役員B、コメンテーター〈男〉）
- リルリルフェアリル（2016年 - 2018年、オリーブ、シロ、フイッシュ、きんし、レオン先生、くもも、フォルテ） - 2シリーズ

2017年
- CHAOS;CHILD（川原雅司）
- BORUTO-ボルト- NARUTO NEXT GENERATIONS（2017年 - 2023年、山中いのじん、白ゼツ〈生体兵器〉、プロデューサー 他）
- 妖怪アパートの幽雅な日常（稲葉夕士）
- パズドラクロス（ブリッツ）
- ドリフェス!R（五月女智景）
- アニ×パラ〜あなたのヒーローは誰ですか〜（ユウキ）

2018年
- アイドリッシュセブン（2018年 - 2023年、逢坂壮五） - 4シリーズ
- Fate/EXTRA Last Encore（岸浪ハクノ）
- プラネット・ウィズ（黒井宗矢）
- Free!-Dive to the Future-（早船ロミオ）
- 火ノ丸相撲（2018年 - 2019年、潮火ノ丸）
- ユリシーズ ジャンヌ・ダルクと錬金の騎士（ラ・トレムイユ）
- パズドラ（2018年 - 2025年、王城つかさ）

2019年
- 叛逆性ミリオンアーサー（傭兵アーサー）
- 胡蝶綺 〜若き信長〜（河尻与一、織田信清）
- 星合の空（藤田璋）

2020年
- プリンセスコネクト!Re:Dive（2020年 - 2022年、ユウキ） - 2シリーズ
- デュエル・マスターズ キング（2020年 - 2021年、デストロ伊藤）
- アルゴナビス from BanG Dream!（早坂紘平）
- 禍つヴァールハイト -ZUERST-（イヌマエル・グラウナー）

2021年
- ふしぎ駄菓子屋 銭天堂（安室誠一）
- 不滅のあなたへ（2021年 - 2022年、シン） - 2シリーズ

2022年
- ハコヅメ〜交番女子の逆襲〜（墨田）
- ポプテピピック（ピピ美〈第10話Bパート〉）

2023年
- 異世界のんびり農家（街尾火楽）
- 解雇された暗黒兵士（30代）のスローなセカンドライフ（バシュバーザ）
- ノケモノたちの夜（ワトソン）
- REVENGER（手裏剣与太郎）
- 冰剣の魔術師が世界を統べる（エヴァン＝ベルンシュタイン）
- 16bitセンセーション ANOTHER LAYER（六田守）
- デュエル・マスターズ WIN 決闘学園編（喝叱咤）
- 聖剣学院の魔剣使い（ネファケス・ヴォイドロード）

2024年
- 百千さん家のあやかし王子（八渦）
- 終末トレインどこへいく?（ボス）
- 2.5次元の誘惑（アシュフォード）
- 狼と香辛料 MERCHANT MEETS THE WISE WOLF（ギョーム・エヴァン）
- 青の祓魔師 雪ノ果篇（川中）

2025年
- 9-nine- Ruler’s Crown（新海翔）

### 劇場アニメ
2007年
- ねずみ物語 〜ジョージとジェラルドの冒険〜（ねずみ達）

2010年
- おまえうまそうだな

2012年
- 伏　鉄砲娘の捕物帳（口上役）
- 劇場版 BLOOD-C The Last Dark（鞘総逸樹）
- 映画 スマイルプリキュア! 絵本の中はみんなチグハグ!（桃太郎）

2013年
- 劇場版 とある魔術の禁書目録 -エンデュミオンの奇蹟-（上条当麻）

2014年
- 劇場版 カードファイト!! ヴァンガード ネオンメサイア（雀ヶ森レン）

2015年
- 劇場版 弱虫ペダル（泉田塔一郎）
- BORUTO -NARUTO THE MOVIE-（山中いのじん）

2020年
- イエスかノーか半分か（国江田計）

2022年
- 鹿の王 ユナと約束の旅（与多瑠）

2023年
- 劇場版アイドリッシュセブン LIVE 4bit BEYOND THE PERiOD（逢坂壮五）

### OVA
2000年代
- 機動戦士ガンダム戦記 アバンタイトル（2009年、ジオン兵士）
- 聖闘士星矢 THE LOST CANVAS 冥王神話（2009年、一角獣星座の耶人）
- のだめカンタービレ（2009年、男性メンバーB）

2010年代
- グラール騎士団 Evoked THE Beginning Black（2010年、ホクト）
- とある科学の超電磁砲（2010年、上条当麻）
- 眼鏡なカノジョ（2010年、田中徹）
- 会長はメイド様!（2011年、深谷陽向） - DVD＆Blu-ray第10巻新作特別エピソード
- SUPERNATURAL: THE ANIMATION（2011年、ディーン〈少年〉）
- To LOVEる -とらぶる- ダークネス（2012年 - 2014年、古手川遊） - コミックス第5・6・12巻限定版
- ナゾトキ姫は名探偵♥（2013年、寺田琉聖）
- となりの怪物くん（2013年、マーボ） - コミックス第12巻DVD付き特装版
- にじいろ☆プリズムガール（2013年、有栖川侑） - 『ちゃお』2013年12月号付録
- 弱虫ペダル SPARE BIKE（2016年、泉田塔一郎）

### Webアニメ
- 亡念のザムド（2008年、竹原アキユキ[99]）
- カッコカワイイ宣言（2011年、やまもっちゃん等）
- 弱酸性ミリオンアーサー（2015年、傭兵アーサー、モブ、野犬B、強敵、親父）
- 佐賀県を巡るアニメーション「約束の器 有田の初恋」「冬の誓い 夏の祭り 武雄の大楠」（2016年、生徒、海斗[100]）
- ホイッスル!（ボイスリメイク版）（2016年、藤代誠二[101]）
- 誘惑★オフィスLOVER2（2017年、四宮慶）
- 異世界居酒屋〜古都アイテーリアの居酒屋のぶ〜（2018年、ハンス[102]）
- ベイブレードバースト ガチ（2019年 - 2020年、草葉アマネ[103]）
- ポケモンマスターズ トレーナー大集結スペシャルアニメーション（2019年、チェレン[104]）
- みにヴぁん ら〜じ（2021年、雀ヶ森レン、バイトたち）

### ゲーム
2006年
- 薔薇ノ木ニ薔薇ノ花咲ク

2008年
- 幻想水滸伝ティアクライス（シャバック、タージ、ナキル、ビュクセ）
- しゅごキャラ! 3つのたまごと恋するジョーカー（相馬空海）
- しゅごキャラ! あむのにじいろキャラチェンジ（相馬空海）
- 比翼は愛薊の彼方へ〜連理の夢〜（翔璟）
- Fallout 3（ジョセフ、サミー、その他少年）

2009年
- アークサイン（主人公男）
- 風色サーフ（ルカ・フォルゴーレ）
- しゅごキャラ! ノリノリ!キャラなりズム♪（相馬空海）
- 電撃学園RPG Cross of Venus（上条当麻）
- トリニティ・ユニバース（レシート）
- パズル -ぼくらの48時間戦争-（湯浅茂央）

2010年
- SDガンダム カプセルファイターオンライン（オペレーターTYPE E）
- ガンダムアサルトサヴァイブ（オリジナルパイロット VOICE 02）
- キングダム 〜一騎闘千の剣〜（信）
- 夏空のモノローグ（木野瀬一輝）
- ブレイズ・ユニオン（インザーギ）
- Last Escort -Club Katze-（亞沙斗）

2011年
- スターフォックス64 3D（ナウス、アンドリュー・オイッコニー、ビル・グレイ）
- デビルサバイバー オーバークロック（アツロウ）
- とある魔術の禁書目録（上条当麻）
- バクマン。 マンガ家への道（真城最高）
- 遙かなる時空の中で5（チナミ）
- FRONTIER GATE（アレッティオ）

2012年
- 頭文字D ARCADE STAGE 7 AA X（乾信司）
- ガンスリンガー ストラトス（風澄徹）
- ジェネレーション オブ カオス6（ディミトリ）
- 東京バベル（カマエル）
- 十鬼の絆 〜関ヶ原奇譚〜（宇喜多秀家）
- Dream Drops（乱暴者）
- 遙かなる時空の中で5 風花記（チナミ）
- 魔導学院エスペランサ
- 嫁コレ（チナミ、上条当麻、泉田塔一郎）

2013年
- アルカディアスの戦姫（ラーツ）
- カードファイト!! ヴァンガード ライド トゥ ビクトリー!!（雀ヶ森レン）
- 恋花デイズ（鈴宮千尋）
- セブンスドラゴン2020-II
- とある魔術と科学の群奏活劇（上条当麻）
- ドラゴンボールヒーローズ（2013年 - 2019年、人造人間アバター〈ヒーロータイプ〉） - 5作品
- 十鬼の絆 花結綴り（宇喜多秀家）
- 図書室のネヴァジスタ THE FOOL（槙原渉）
- 夏空のモノローグ portable（木野瀬一輝）
- NORN9 ノルン+ノネット（鈴原空汰）
- 八犬伝〜妖刀奇譚〜（犬塚信乃）
- ボーイフレンド（仮）（瀬名竜之介）

2014年
- 頭文字D ARCADE STAGE 8 インフィニティ（乾信司）
- カードファイト!! ヴァンガード ロック オン ビクトリー!!（雀ヶ森レン）
- 乖離性ミリオンアーサー（傭兵アーサー）
- CHAOS;CHILD（川原雅司）
- ガンスリンガー ストラトス2（風澄徹）
- ガンダムブレイカー2（ショウマ）
- クローバー図書館の住人たち（柊）
- クロノスタシア（エヴァ / アダム）
- ケイオスリングスIII プリクエル・トリロジー（だいすけ）
- 電撃文庫 FIGHTING CLIMAX（2014年 - 2015年、上条当麻） - 2作品
- 熱血異能部活譚 Trigger Kiss（古賀御門）
- NORN9 VAR COMMONS（鈴原空汰）

2015年
- アイドリッシュセブン（2015年 - 2024年、逢坂壮五）
- クローバー図書館の住人たちII（柊）
- ケイオスドラゴン 混沌戦争（ジョルジュ）
- ザクセスヘブン（紅神夢偉）
- STELLA GLOW（アルト）
- ドラゴンクエストVIII 空と海と大地と呪われし姫君（フォーグ）
- 東亰ザナドゥ（伊吹遼太）
- NORN9 LAST ERA（鈴原空太）
- 遙かなる時空の中で6（コハク）
- 弱虫ペダル 明日への高回転（泉田塔一郎）
- LINE ウィンドソウル（レオ）
- レイギガント（天風一弥）
- レヴナントドグマ（カイン）

2016年
- カードファイト!! ヴァンガードG ストライド トゥ ビクトリー!!（雀ヶ森レン、ニンジャマスターNEO）
- グランブルーファンタジー（2016年 - 2020年、セロニム、ヴィターリー）
- ゴッドオブハイスクール【神スク】（藤原賢人）
- 宿星のディストピア（戦鬼ヤクモ）
- スターフォックス ゼロ（ナウス、アンドリュー・オイッコニー、ビル・グレイ）
- ダウト〜嘘つきオトコは誰?〜（玄野梓）
- 誰ガ為のアルケミスト（ヴェテル）
- 東亰ザナドゥ eX+（伊吹遼太）
- ハイキュー!! Cross team match!（中島猛）
- 遙かなる時空の中で6 幻燈ロンド（コハク）

2017年
- 拡張少女系トライナリー（安茂里ヒカル）
- グラナディアサーガ（オルキス）
- テイルズ オブ ザ レイズ（ファントム、ジュニア、フィリップ・ビクエ・レストン）
- ドラゴンジェネシス -聖戦の絆-（ゼウス）
- ファイアーエムブレム Echoes もうひとりの英雄王（ロビン）
- ファイアーエムブレム ヒーローズ（ロビン）
- ブレイジングオデッセイ（神速の海賊団長ビリー）
- ポコロンダンジョンズ -なぞるRPG-（上条当麻）
- マヨナカ・ガラン（岡田黒州）
- ワールドクロスサーガ -時と少女と鏡の扉-（豊臣秀吉、エンリル）

2018年
- アイ★チュウ（宗方厚）
- アイドリッシュセブン Twelve Fantasia!（逢坂壮五）
- スーパーロボット大戦X-Ω（上条当麻）
- 電脳戦機バーチャロン×とある魔術の禁書目録 とある魔術の電脳戦機（上条当麻）
- プリンセスコネクト！Re:Dive（2018年 - 2024年、主人公〈ユウキ〉）
- Fate/EXTELLA LINK（マスター〈男性〉）
- 夢間集（斉眉棍）
- 電撃文庫：CROSSING VOID（上条当麻） - 海外向けアプリゲーム
- オンエア!（雨知祭利）
- 夢王国と眠れる100人の王子様（ルーファス ）

2019年
- 乙女剣武蔵（鐘捲自斎通家）
- Lineage M（デスナイト）
- CARAVAN STORIES（真田幸村）
- とある魔術の禁書目録 幻想収束（2019年 - 2024年、上条当麻）
- クイズRPG 魔法使いと黒猫のウィズ（上条当麻）
- クラッシュフィーバー（上条当麻）
- 鬼ノ哭ク邦（リガン）
- ポケモンマスターズ / EX（2020年 - 2024年、チェレン）
- 社長、バトルの時間です!（上条当麻）
- ヴァンガード ZERO（雀ヶ森レン）
- 白猫テニス（上条当麻）
- 刀剣乱舞 ONLINE（2019年 - 2024年、水心子正秀）
- パレットパレード（フーベルト・ファン・エイク）
- ブラックスター -Theater Starless-（藍）
- 最果てのバベル（ライ）
- Shadowverse（無頼の野武士、覇道の金龍、覇道の銀龍、プリンセスナイト）
- Epic Seven-エピックセブン- （バスク）
- 戦国大河（真田幸村）
- スターリンク バトル・フォー・アトラス （アンドリュー・オイッコニー）

2020年
- アークナイツ（Castle-3、スポット）
- 幻想マネージュ（アルノー）
- ロストディケイド（シュレディンガー、アルジェント）
- ウーユリーフの処方箋（ノゾミ）
- キャプテン翼〜たたかえドリームチーム〜（古川洸太郎）
- 禍つヴァールハイト（エル）
- CHUNITHM CRYSTAL（黒亀北斗）
- 遙かなる時空の中で7（宮本武蔵）
- 食物語（符離集焼鶏）

2021年
- アルゴナビス from BanG Dream! AAside（早坂絋平）
- OCTOPATH TRAVELER 大陸の覇者（グロッサム）
- 共闘ことばRPG コトダマン（ぞうちょう天海、ザントラン）
- シャイニングニキ（アキラ）
- 9-nine-（新海翔）
- フォーセイクンワールド：神魔転生（戦士 ディシール）
- m HOLD'EM（仙崎ジョージ）
- ドラガリアロスト（ファルギルト）

2022年
- デジモンサヴァイブ（日向ミノル）
- SDガンダム バトルアライアンス（武者頑駄無）
- ガールフレンド（仮）（悪落語家）

2024年
- アルゴナビス -キミが見たステージへ-（早坂絋平）
- トラブル・マギア 〜訳アリ少女は未来を勝ち取るために異国の魔法学校へ留学します〜（ラルス・クロッツ）
- 百英雄伝 (ポール）
- ゼンレスゾーンゼロ（アキラ〈男主人公〉）
- Fate/Grand Order（岸波白野〈男性〉）
- モンスターストライク（上条当麻）

### ドラマCD
- あっちこっち（西原京谷）
- アルティマ ブラッド シリーズ（アクア・デュラン[189]）
  - アルティマ ブラッド 緋色のフォークロア ※ミニドラマCD付き限定版
  - アルティマ ブラッド 甘噛みだけじゃ半人前〜成り立てヴァンパイアは戦士志願〜
- 浮雲亭物語 シリーズ（雲の輔〈二つ目〉）
  - 浮雲亭物語 三席 父を尋ねて三千里。〜エロと情熱のあいだ〜篇
  - 浮雲亭物語 四席 新春!浮雲亭大喜利〜おやじの一番長い日〜篇
- オトコを見せてよ倉田くん!（倉田優樹）
- 乙女ゲーム六周目、オートモードが切れました。（ルーナ[190]）
- 俺様ティーチャー ドラマCD第3弾（渋谷亜希）※『花とゆめ』2013年5号付録
- 乖離性ミリオンアーサー ドラマCD（傭兵アーサー[191]）
- 蟹工船（佐藤健吉）
- キミの王道（グラナート）
- 神様のメモ帳 シリーズ（ナルミ〈藤島鳴海〉）
  - 神様のメモ帳 おしゃれサギ師の末路
  - 神様のメモ帳 歌姫の危険なアングル
- 今日もなお執事（七尾）
- グラール騎士団 シリーズ（ホクト） 
  - グラール騎士団 Quatre Saisons 10月の時計塔
  - グラール騎士団 Quatre Saisons 1月の雪吹雪
  - グラール騎士団 Quatre Saisons 4月の零れ桜
  - グラール騎士団 Quatre Saisons そして7月の時計塔
  - グラール騎士団 復讐するは彼にあり ※コミックマーケット78限定販売
- GRACE DOOR シリーズ（櫻井アニス悠）
  - GRACE DOOR 1・2
  - GRACE DOOR ミニドラマCD ※クロフネZERO 2008年 Summer 付録CD
  - GRACE DOOR 執事たちの限界な一日
  - GRACE DOOR 乙女ロードと5人目の執事 ※小説版付属CD
- CRUZ ZERO（マラ・ヴィライオン）
- 胡鶴捕物帳 第弐巻（鱗助）
- この消えゆく世界の中で…〜The end of assault〜（オルカス）
- Sound Drama Fate/EXTRA（岸波白野[192]）
- シヴァタントリズム vol.1 - 4（マヒシャ）
- 執事様のお気に入り（受付係）
- ジャポニズム47（群馬、栃木）
- 11人いる!（タダトス・レーン[193]）
- 十五少年漂流記〜二年間の夏休み〜（クロッス）
- 新撰組ドラマCD シリーズ（沖田総司）
  - 新撰組ドラマCD 壬生狼真伝 -泡雪の章-
  - 新撰組ドラマCD 壬生狼真伝 -残月の章-
- スクラッチ!! ドラマCD シリーズ（ラメンタ＝スケルツァンド）
  - Disc(1) シュオン 奏でるドレミのド♪
  - Disc(2) シュオン 弾けるドレミファソ♪
- 聖剣と魔竜の世界 ドラマCD 「聖剣と魔竜のデッドエアー」（月夜野カガリ[194]）
- 聖剣と魔竜の世界 ドラマCD「聖剣と魔竜の真世界」（月野夜カガリ[195]）
- 停電少女と羽蟲のオーケストラ第四楽章（栝）
- 図書室のネヴァジスタ ドラマCD（槙原渉）
- 夏空のモノローグ オリジナルドラマCD（木野瀬一輝）
- 虹色セプテッタ ドラマCD「ワンナイト カーニバル」 DISC-1、2（福城真音）
- ハイガクラ シリーズ（藍采和）
  - ハイガクラ
  - ハイガクラ〜吉里吉里舞〜
- 初恋限定。（生徒）
- Drama CD 薔薇嬢のキス〜rose1〜（生徒会男子）
- 遙かなる時空の中で5 夜明け前 弐（チナミ）
- 百器徒然袋――雨 鳴釜 薔薇十字探偵の憂鬱（櫻井 哲哉）
- 氷結鏡界のエデン 楽園幻想（シェルティス・マグナ・イール）
- ファイアーエムブレム Echoes もうひとりの英雄王 ドラマCD 異国の空 黎明の森（ロビン）
- Sound Drama Fate/EXTRA（岸波白野[192]）
- 不思議の国のアリス〜Alice in Wonderland〜（女王）
- 帽子屋エリプシス（小津實）
- ぼくたちと駐在さんの700日戦争 Part.3（久保）
- ポーの一族 第4巻（ルイス）・第6巻（生徒1）
- 身代わり伯爵の結婚（ディートリヒ）
- ドラマCD「女神異聞録デビルサバイバー」（木原篤郎〈アツロウ〉）
- めくるめく（善）
- 湯神くんには友達がいない（門田）※コミックス6巻ドラマCD付特別版[196]
- 弱虫ペダル ドラマCD Off the ROAD（泉田塔一郎[197]）
- 妖怪アパートの幽雅な日常（稲葉夕士）※コミックス第3巻ドラマCD付き特装版
- 恋ノ旅人 〜ラブトラベラー〜（高杉宗近）
- WILD ADAPTER 06（井上）
- 妖怪学校の先生始めました！(安倍晴明)
- 妖怪学校の先生はじめました！2（安倍晴明）

### BLCD
2008年
- 間の楔II 〜NIGHTMARE〜（ディオ）
- タッチ・ミー・アゲイン「息をとめて、」（芥且己）
- 眼鏡cafe GLASS 2（咲田鷹之輔）
- 秘書の嗜み（司会）
- その唇をひらけ（男子部員）
- 愛だろ、愛!! -山田ユギバンブーセレクションCD-「さすらい」（小川）
- SEXY EFFECT 96 シリーズ（2008年－2009年、仲原譲）
  - SEXY EFFECT 96
  - SEXY EFFECT 96 2 HOT STYLE
  - SEXY EFFECT 96 3 LOVE SEXUAL

- 花降楼シリーズ (2008年－2012年、葵、藤野)
  - 媚笑の閨に侍る夜
  - 臈たし甘き蜜の形代
  - 恋煩う夜降ちの手遊び

2009年
- その唇に夜の露（公也）
- 帽子屋エリプシス（小津實）
- 最悪（太田）
- デコイ 囮鳥（益谷輝之）
  - デコイ 迷鳥 デコイシリーズ2

- 美しいこと2 愛しいこと（ゆうじ）
- 純情（陸上部員、宅配人）
- DOLCE（花野聖）
- リピート・アフター・ミー?（アンディ・マンスフィールド）
- 秘書育成中。（2009年－2010年、安岐一弥）
  - 秘書育成中。応募者全員サービス

- ジョーカーの甘い嘘（東貴史）
- 純真にもほどがある！（瀬戸光流〈11歳〉）
- 不遜で野蛮（西尾）

2010年
- 楽園のうた 第2巻（アイドル1）
- 妄想♥カタログ（命）
- 公僕の恋（保科一平）
- ラバーズ・ドール（しめじ）

2011年
- ダブル・バインド シリーズ（2011年－2015年、真宮祥）
  - ダブル・バインド1
  - ダブル・バインド2
  - ダブル・バインド番外編 存在理由 小説Chara vol.26付録
  - ダブル・バインド外伝 アウトフェイス
  - ダブル・バインド外伝 アウトフェイス 番外編 名もなき花は

2013年
- 愛の巣へ落ちろ!（2013年－2016年、雀真耶）
  - 愛の罠にはまれ！

2014年
- between the sheets（2014年－2015年、高史）
  - between the sheets シェリプラス2014フユ号付録
  - BlueMoon, Blue
  - BlueMoon, Blue シェリプラス2015ナツ号付録

- いかさまメモリ（中野翔）
  - いかさまメモリ シェリプラス2014ナツ号付録

- いつも王子様が♥（朝比奈巧）
- 幻月楼奇譚（井坂篤）
- バニラリゾート（寺岡明春）
- 明け方に止む雨（山田）
- 快感ソーダ（長谷部宮城）
- 眠り王子にキスを（朝比奈巧）
- 青年発火点（2014年－2015年、目白学）
  - 月刊ディアプラス15年03月号付録 青年発火点

2015年
- オタクくんの憂鬱（森久保茂）
- 二川くんは恋したい！（二川太郎）
- イエスかノーか半分か（2015年－2020年、国江田計）
  - イエスかノーか半分か2 世界のまんなか
  - イエスかノーか半分か読本 Color Bar(CDつき)

- キチク、エンカウント（佐藤一）
- 純愛えろ期（市ノ瀬恒）
  - 相愛えろ期

- 魔彼 MAKARE 〜魔は来たりて彼を堕とす〜 第4巻 vier 「恋の章」（2015年－2018年、ブエル）
  - 魔彼 MAKARE 〜魔は来たりて彼を堕とす〜 第5巻 vier 「淫欲編」
  - 魔彼 MAKARE 〜魔は来たりて彼を堕とす〜 第4巻 地編　「 Depression」
  - 魔彼 MAKARE〜魔は来たりて彼を堕とす〜第5巻 地編全巻購入特典

- 寄越す犬、めくる夜（2015年－2016年、須藤史哉）
  - 寄越す犬、めくる夜2

2016年
- 私とあなたの馴染みの関係（悟）
- 言いなり（坂井圭一）
- 溺愛スウィートホーム（櫻本遥）
  - 溺愛スウィートホーム 小説ディアプラス2016アキ付録CD

- 片恋トラブルメーカー スペシャルセット 全サドラマCD（春見良平）
- 赤松とクロ（黒川〈クロ〉）
- ふたりの息子に狙われています（2016年－2019年、啓一）
  - ふたりの息子に狙われています シェリプラス2018-05月号付録
  - ふたりの息子に狙われています2
  - ふたりの息子に狙われています2 シェリプラス2020-01月号付録

2017年
- VOID -ヴォイド-（アラタ）
- さくらハイツへようこそ！-205号室-（一條葉鐘）
- 大好きな彼を思う存分傍に感じるBLシチュエーションCD おうちでーと（戸塚慧）

2018年
- たどるゆび（花村尚也）

2019年
- 妖しの箱庭に浮かぶ月（高林宗真）
- 30歳まで童貞だと魔法使いになれるらしい（安達清）

2021年
- 性癖ヤバめなオトコに狙われました。（高間多賢一）

2022年
- 落ちこぼれαとエリートΩ（月岡誠一）
- オンラインゲーム仲間とサシオフしたら職場の鬼上司が来た（橋元）

2025年
- 40までにしたい10のこと（十条雀）

### ラジオドラマ
- SIVA☆TANTRISM（マヒシャ）
- とある魔術の禁書目録（上条当麻）
- 野に咲く花 -誰も死なない2-（和歌山K助）

### 吹き替え

#### 映画
- アイボリー・ゲーム（ホンシャン・ファン）
- 怪しい彼女（パン・ジハ〈ジニョン(B1A4)〉）
- かいじゅうたちのいるところ（男友達2）
- コートに賭ける奇跡（アレックス〈アレックス・D・リンツ〉）
- 17歳の肖像（ハッティ）
- 隣の家の少女（ウィリー・チャンドラー・ジュニア）
- ハリー・ポッターと謎のプリンス（少年）
- マザー/アンドロイド（サム〈 アルジー・スミス〉）
- ロザライン（ロミオ〈カイル・アレン〉）

#### ドラマ
- ER緊急救命室シーズン12 #11（ベイル〈ジャーメイン・デ・レオン〉）
- WITHOUT A TRACE/FBI 失踪者を追え! #117（アレックス・ワード）
- おとぼけスティーブンス一家（ザック）
- ゴースト 〜天国からのささやき シーズン2 （ジェイソン）
- シークレット・アイドル ハンナ・モンタナ（マックス）
- 善徳女王（少年時代の宝宗〈ポジョン〉）
- 鉄の王 キム・スロ
- とび蹴り アチョ〜ズ!（ジャック）
- ドレイク&ジョシュ（クレイグ）
- HAWAII FIVE-0 シーズン4 #8
- フラーハウス（ニコラス・カツォポリス、アレクサンダー・カツォポリス）
- ブラック・ミラー シーズン3 #3（ケニー）
- ベートーベン・ウィルス（少年時代のカン・ゴヌ）
- ホット・ショット〜籃球火〜（少年時代の東方翔〈トン・ファンシャン〉）
- ユーフォリア/EUPHORIA（マッケイ〈アルジー・スミス〉[211]）
- 恋愛時代（少年時代のイ・ドンジン）
- ワン・トゥリー・ヒル（ラス）

#### アニメ
- ATOM（ゼイン）
- ザ・バットマン（デヴィッド）
- ヨウゼン（瓢箪仙人[212]）

### 特撮
- スーパー戦隊シリーズ
  - 機界戦隊ゼンカイジャー（2021年、カシワモチワルドの声[213]）
  - 王様戦隊キングオージャー（2023年、バエジームの声[214]、キンバエジームの声[215]）
  - 暴太郎戦隊ドンブラザーズVSゼンカイジャー（2023年、カシワモチワルドの声）
  - 爆上戦隊ブンブンジャー（2024年、スポンジグルマーの声[216]）

### デジタルコミック
- VOMIC CLOTH ROAD（2007年、ファーガス）
- VOMIC CRASH!（2008年、赤松順平）
- VOMIC キングダム（2008年、成蟜）
- VOMIC 死神監察官雷堂（2008年、鳥居翼）
- VOMIC MOMO（2009年、ナナギ）
- VOMIC 黒子のバスケ（2010年、小金井慎二）
- +Voice マップス ネクストシート（2010年、麻生河七勇太）
- VOMIC お嬢様はお嫁様。（2011年、空木）
- VOMIC SOUL CATCHER(S)（2014年、刻阪響[217]）
- まろに☆えーる（2017年、足利命）
- ジャンプチャンネル 炎眼のサイクロプス（2021年、炎眼のサイクロプス）
- コミステ！by コミックシーモア 拝啓見知らぬ旦那様、離婚していただきます（2023年、アナルド[218]）
- アンジェンテ 幼なじみがドMでツンデレなんですが（2024年、百瀬都（モモ）[219]）
- ジャンプチャンネル グリーングリーングリーンズ（2024年、八枝崎珀[220]
- 浪川&岡本 ボイコミ ラボ 冥天レストラン（2024年、薔薇園蛾太郎[221]）

### ラジオ
※はインターネット配信。
- 亡念のザムド ザンバニ号放送局（2009年、音泉※）
- ナイルとホクトのグラール学園放送部（2009年 - 2011年、ランティスウェブラジオ※）
- 〜バクマン。放送局〜ラジマン。（2010年 - 2013年、音泉※）
- 阿部敦・植田佳奈のガンストうぇ〜ぶ!（2012年 - 2018年、超!A&G+※・AG-ON Premium※）
- あべながの野望〜他力本願の変〜（2012年 - 2014年、TOKYO FM）
- Fate/EXTRA 月海原学園放送部（2013年 - 2014年、アニメイトTV※）
- 迷家‐マヨイガ‐「納鳴村 村役場広報課」（2016年、音泉※）

### ラジオ・トーク・朗読CD
- 愛のポエム付き言葉攻めCD Vol.4 花婿は嵐が丘の双子の王子
- 感応時間14 〜虚像の半身〜（OS）
- 高橋広樹のモモっとトーークCD 阿部敦盤
- たとえ、世界を隔てても。〜雪白学園のゆかいな人々〜（英尾蔵人〈A・B・クロード、世界観測員第307号〉）
- ラジオCD 立ち上がれ!僕らのヴァンガード Vol.2・Vol.12
- ハートサプリメントシリーズ vol.2「お見舞い時間」（園村心哉[222]）
- バクマン。 シリーズ
  - 〜バクマン。放送局〜ラジマン。 DJCD
  - 〜バクマン。放送局〜ラジマン。 金未来杯編 Vol.2 DJCD
- ラジオCD 亡念のザムド ザンバニ号放送局
- ヤンデレ天国〜華麗なる徳大寺家編〜（徳大寺歩〈実弟〉）

### テレビ番組
※はインターネット配信。
- 阿部敦の声優百貨店（2011年12月 - 、ニコニコ生放送※）
- ヴァンガードTV TRY（2014年1月6日 - 3月31日、テレビ東京[223]）
- 大相撲どすこい研（2020年7月18日 - 、NHK BS1） - ナレーション
- キッズステーション番宣予告・各種告知ナレーション担当

### 映像商品
- つれゲーVol.1 阿部敦&梶裕貴xエクストルーパーズ
- つれゲーVol.3 阿部敦&岡本信彦×地球防衛軍4
- ときめきレシピ 中華の巻 〜阿部敦&代永翼〜
- ネオロマンスシリーズ
  - バラエティDVD 遙かなる時空の中で 八葉爛漫
  - バラエティDVD 遙かなる時空の中で5 八葉爛漫2
  - ライブビデオ ネオロマンス♥フェスタ 遙か祭2011 〜初春時代絵巻〜
  - ライブビデオ ネオロマンス♥フェスタ 遙か祭2011 〜桜花恋模様〜
  - ライブビデオ ネオロマンス♥フェスタ 遙か祭2012
  - ライブビデオ ネオロマンス♥フェスタ12
  - ライブビデオ ネオロマンス♥ライヴ 2011 Autumn
  - ライブビデオ ネオロマンス 20th アニバーサリー・イヴ

### 舞台
- 嵐になるまで待って
- 足利演劇祭
  - ザ・ウィンズ・オブ・ゴッド （袋金太）
  - Believe （オルガンチノ）
  - 室温　〜夜の音楽〜 （間宮）
- 劇団クロジ 第15回公演「きんとと」（2016年8月24日 - 8月28日）
- Lit Klatch リーディングシアター「ホス探へようこそ」（2008年11月29日、四谷Live inn Magic） - 小林 役
- カラフル企画Vol.4「めぐりあうとき」（2013年9月18日 - 22日、笹塚ファクトリー） - 中野警察官 役
- 朗読劇『ドリアン・グレイの肖像』（2023年5月3日・4日、TOKYO FM HALL）
- 朗読劇「若きウェルテルの悩み」（2024年5月5日、TOKYO FM HALL）[224]
- 江戸川乱歩 名作朗読劇『少年探偵団』（2024年9月5日、紀伊國屋サザンシアター TAKASHIMAYA） - 怪人二十面相 役 他[225][226]
- 音楽朗読劇「仮面の男」〜アレクサンドル・デュマ・ペール「ダルタルニャン物語」より〜（2025年3月8日、博品館劇場） - アラミス 役 他[227][228]
- 朗読劇「ネコたん！弐 ぷらす 〜猫町怪異奇譚〜」仮面遊戯殺猫事件（2025年6月19日〈予定〉、あうるすぽっと） - サクタロー 役[229][230]
- 朗読会 四季シリーズ・夏「イーハトーヴの旅 〜宮沢賢治の声が聞こえる〜」（2025年8月17日〈予定〉、品川プリンスホテル クラブeX）[231]

### ボイスドラマ
- A-koe「アパルトめいと」（2016年、雨宮）[232]
- 合同会社・正義屋 第1巻購入特典ボイスドラマ（2021年、正野智徳[233]）

### その他コンテンツ
- アスキー・メディアワークス 電撃文庫 CM（ナレーション）
- ショーハショーテン! 第5巻発売直前記念PV（ナレーション[234]）

## ディスコグラフィ

### キャラクターソング
| 発売日   | 商品名                                                                                                  | 歌 | 楽曲 | 備考                                                                     |
| 2009年   | 2009年                                                                                                  | 2009年 | 2009年 | 2009年                                                                   |
| -------- | --- | --- | --- | ------------------------------------------------------------------------ |
| 6月10日  | とある魔術の禁書目録 アーカイブス2                                                                      | 上条当麻（阿部敦） | 「ゼロからの逆襲」 | テレビアニメ『とある魔術の禁書目録』関連曲                               |
| 12月9日  | signal                                                                                                  | G.Addict | 「signal」 「grindingdays」                                                                                                 | OVA『グラール騎士団』関連曲                                              |
| 12月9日  | signal                                                                                                  | Hokuto×阿部敦 | 「断罪のShadow」 | OVA『グラール騎士団』関連曲                                              |
| 2010年   | | | |                                                                          |
| 3月17日  | Last Escort -Club katze- オリジナルソングベスト                                                         | 亞沙斗（阿部敦） | 「New World」 | ゲーム『Last Escort -Club katze-』関連曲                                 |
| 5月26日  | B型H系 キャラクターソングアルバム                                                                       | 小須田崇（阿部敦）、秋本コウタ（大下孝太）、工藤俊一（小泉豊） | 「DOUTEI☆ロケンロール」 | テレビアニメ『B型H系』関連曲                                             |
| 5月26日  | everlasting note                                                                                        | G.Addict | 「everlasting note」 「Last days」                                                                                          | OVA『グラール騎士団』関連曲                                              |
| 8月25日  | 会長はメイド様！ キャラクターコンセプトCD5 ─Another Side2─                                              | 深谷陽向 starring 阿部敦 | 「チェリー」 | テレビアニメ『会長はメイド様！』関連曲                                   |
| 10月6日  | monochrome/prism                                                                                        | G.Addict | 「monochrome」 「prism」 | OVA『グラール騎士団』関連曲                                              |
| 2011年   | | | |                                                                          |
| 2月23日  | HIGH-END                                                                                                | G.Addict | 「highend days」 「miss you always」                                                                                        | OVA『グラール騎士団』関連曲                                              |
| 2月23日  | HIGH-END                                                                                                | Hokuto×阿部敦 | 「BLUE」 | OVA『グラール騎士団』関連曲                                              |
| 4月6日   | ヴォーカル集 遙かなる時空の中で5 暁の恋唄                                                               | チナミ（阿部敦） | 「燎原火」 | ゲーム『遙かなる時空の中で5』関連曲                                      |
| 5月25日  | とある魔術の禁書目録II アーカイブス1                                                                    | 上条当麻（阿部敦） | 「幻想、もしくはそれに等しいもの」                                                                                          | テレビアニメ『とある魔術の禁書目録II』関連曲                             |
| 8月10日  | 聖闘士星矢 THE LOST CANVAS 冥王神話 キャラクターソングアルバム                                          | 耶人（阿部敦） | 「FAITH」 | OVA『聖闘士星矢 THE LOST CANVAS 冥王神話』関連曲                         |
| 2012年   | | | |                                                                          |
| 3月21日  | ヴォーカル集 遙かなる時空の中で5 淡雪の心唄                                                             | チナミ（阿部敦）&沖田総司（岡本信彦） | 「朱き翼が如く」 | ゲーム『遙かなる時空の中で5 風花記』関連曲                               |
| 3月21日  | ヴォーカル集 遙かなる時空の中で5 淡雪の心唄                                                             | 八葉 | 「時空を越えて」 | ゲーム『遙かなる時空の中で5 風花記』関連曲                               |
| 6月27日  | カードファイト!! ヴァンガード キャラクターソングアルバム スタンドアップ！ザ・ソング!!                   | 雀ヶ森レン（阿部敦） | 「THE END OF TURN」 | テレビアニメ『カードファイト!! ヴァンガード』関連曲                      |
| 7月11日  | Another Songs party＜歌宴＞                                                                             | 榊原恒一（阿部敦） | 「虹彩」 | テレビアニメ『Another』関連曲                                            |
| 11月21日 | カードファイト!! ヴァンガード アジアサーキット編 キャラクターソング vol.6 雀ヶ森レン「終末へのprelude」 | 雀ヶ森レン（阿部敦） | 「終末へのprelude」 「LET'S JOIN "THE" VANGUARD」                                                                           | テレビアニメ『カードファイト!! ヴァンガード アジアサーキット編』関連曲   |
| 2013年   | | | |                                                                          |
| 3月19日  | maybe ファイナルターン                                                                                  | 櫂トシキ（佐藤拓也）、雀ヶ森レン（阿部敦） | 「maybe ファイナルターン」 「Let's Get Fight!!」                                                                            | テレビアニメ『カードファイト!! ヴァンガード リンクジョーカー編』関連曲   |
| 5月29日  | 遙かなる時空の中で5 〜白妙の恋唄〜 2                                                                    | チナミ（阿部敦） | 「真っ直ぐ」 | ゲーム『遙かなる時空の中で5』関連曲                                      |
| 2014年   | | | |                                                                          |
| 5月21日  | Glory Road                                                                                              | チーム箱根学園 | 「Glory Road」 | テレビアニメ『弱虫ペダル』エンディングテーマ                             |
| 5月21日  | Glory Road                                                                                              | チーム箱根学園 | 「It's easy!!」 | テレビアニメ『弱虫ペダル』関連曲                                         |
| 6月18日  | 弱虫ペダル キャラクターソングCD Vol.7 新開隼人&泉田塔一郎                                               | 泉田塔一郎（阿部敦） | 「Like a Long Lance」 | テレビアニメ『弱虫ペダル』関連曲                                         |
| 6月18日  | 弱虫ペダル キャラクターソングCD Vol.7 新開隼人&泉田塔一郎                                               | 新開隼人（日野聡）、泉田塔一郎（阿部敦） | 「Blowing」 | テレビアニメ『弱虫ペダル』関連曲                                         |
| 2015年   | | | |                                                                          |
| 7月15日  | 乖離性ミリオンアーサー キャラクターソング Vol.1 傭兵アーサー                                            | 傭兵アーサー（阿部敦） | 「REWARD OF BELIEF」 | ゲーム『乖離性ミリオンアーサー』関連曲                                   |
| 7月15日  | ボーイフレンド（仮）キャラクターCDシリーズ vol.2 遊馬百汰&東雲巽&皇アラン&瀬名竜之介                    | 瀬名竜之介（阿部敦） | 「ゲット ユア スマイル♪」                                                                                                   | ゲーム『ボーイフレンド（仮）』関連曲                                     |
| 7月15日  | 遙かなる時空の中で6ヴォーカル集「浪漫ナル歌」                                                           | コハク（阿部敦） | 「時空ノ旅 悠久ノ恋」 | ゲーム『遙かなる時空の中で6』関連曲                                      |
| 12月2日  | MONSTER GENERATiON                                                                                      | IDOLiSH7 | 「MONSTER GENERATiON」 「Joker Flag」 「MEMORiES MELODiES」                                                                 | ゲーム『アイドリッシュセブン』関連曲                                     |
| 2016年   | | | |                                                                          |
| 2月10日  | ボーイフレンド（仮）キャラクターソングアルバムvol.1                                                     | 遊馬百汰（水島大宙）、東雲巽（関智一）、皇アラン（高梨謙吾）、瀬名竜之介（阿部敦）                                                                                   | 「青春マッスル！」 | ゲーム『ボーイフレンド（仮）』関連曲                                     |
| 3月23日  | バラエティCD 遙かなる時空の中で6 黎明ノ二重奏 〜蠱惑の森〜                                              | コハク（阿部敦）、本条政虎（竹本英史） | 「恋祭」 | ゲーム『遙かなる時空の中で6』関連曲                                      |
| 3月23日  | バラエティCD 遙かなる時空の中で6 黎明ノ二重奏 〜蠱惑の森〜                                              | コハク（阿部敦） | 「恋祭」 | ゲーム『遙かなる時空の中で6』関連曲                                      |
| 5月11日  | 恋のかけら                                                                                              | MEZZO" | 「恋のかけら」 「miss you…」                                                                                                | ゲーム『アイドリッシュセブン』関連曲                                     |
| 6月29日  | 遙かなる時空の中で2 スペシャル うしろ向きじれっ隊 2016                                                  | うしろ向きじれっ隊 with じれっ隊ジュニア | 「はじまりのモーメント」 | ゲーム『遙かなる時空の中で5』関連曲                                      |
| 7月7日   | NATSU☆しようぜ！                                                                                        | IDOLiSH7 | 「NATSU☆しようぜ！」 | ゲーム『アイドリッシュセブン』関連曲                                     |
| 7月7日   | NATSU☆しようぜ！                                                                                        | IDOLiSH7 feat.TRIGGER | 「NATSU☆しようぜ！」 | ゲーム『アイドリッシュセブン』関連曲                                     |
| 8月24日  | i7 | IDOLiSH7 | 「Perfection Gimmick」 「GOOD NIGHT AWESOME」 「RESTART POiNTER」 「THE FUNKY UNIVERSE」 「THANK YOU FOR YOUR EVERYTHING!」 | ゲーム『アイドリッシュセブン』関連曲                                     |
| 7月31日  | ネオロマンス BRAND NEW SUMMER                                                                           | コハク（阿部敦） | 「徒花 〜されど尊き花〜」                                                                                                   | ゲーム『遙かなる時空の中で6』関連曲                                      |
| 2017年   | | | |                                                                          |
| 2月8日   | TVアニメ『装神少女まとい』キャラクターソングミニアルバム                                                | 皇まとい（諏訪彩花）、草薙ゆま（大空直美）、クラルス・トニトルス（戸松遥）、皇伸吾（東地宏樹）、春夏・ルシエラ（川澄綾子）、カリオテ（檜山修之）、手塚秀夫（阿部敦） | 「ソーシン節」 | テレビアニメ『装神少女まとい』関連曲                                     |
| 3月22日  | ヴォーカル集 遙かなる時空の中で6 幻燈ロンド 甘美ナル歌                                                  | コハク（阿部敦） | 「恋ト純情」 | ゲーム『遙かなる時空の中で6 幻燈ロンド』関連曲                           |
| 6月21日  | 弱虫ペダル NEW GENERATION キャラクターソングシリーズ Vol.4 泉田塔一郎&銅橋正清                          | 泉田塔一郎 （阿部敦）、銅橋正清（小野大輔） | 「Absolute Champion」 | テレビアニメ『弱虫ペダル NEW GENERATION』関連曲                          |
| 6月21日  | 弱虫ペダル NEW GENERATION キャラクターソングシリーズ Vol.4 泉田塔一郎&銅橋正清                          | 泉田塔一郎 （阿部敦） | 「アブReady go!!」 | テレビアニメ『弱虫ペダル NEW GENERATION』関連曲                          |
| 7月7日   | Sakura Message                                                                                          | IDOLiSH7 | 「Sakura Message」 「PARTY TIME TOGETHER」                                                                                  | ゲーム『アイドリッシュセブン』関連曲                                     |
| 9月27日  | ボーイフレンド（仮）プロジェクト ミュージックアルバム 藤城学園 #01                                      | 3-D | 「Summer Magic」 | ゲーム『ボーイフレンド（仮）』関連曲                                     |
| 11月22日 | Dear Butterfly                                                                                          | MEZZO" | 「Dear Butterfly」 「月明かりイルミネイト」                                                                                 | ゲーム『アイドリッシュセブン』関連曲                                     |
| 12月20日 | Symmetric love/You are my RIVAL                                                                         | ACE | 「Word!!」 | テレビアニメ『ドリフェス！R』挿入歌                                      |
| 2018年   | | | |                                                                          |
| 2月14日  | WiSH VOYAGE                                                                                             | IDOLiSH7 | 「WiSH VOYAGE」 | テレビアニメ『アイドリッシュセブン』オープニングテーマ                   |
| 2月14日  | WiSH VOYAGE                                                                                             | IDOLiSH7 | 「Dancing∞BEAT!!」 | テレビアニメ『アイドリッシュセブン』挿入歌                               |
| 3月21日  | 雨 | MEZZO" | 「雨」 | テレビアニメ『アイドリッシュセブン』エンディングテーマ                   |
| 3月21日  | 雨 | MEZZO" | 「甘さひかえめ」 | テレビアニメ『アイドリッシュセブン』関連曲                               |
| 5月23日  | Over the Limit                                                                                          | ROUTE85 | 「Over the Limit」 | テレビアニメ『弱虫ペダル GLORY LINE』エンディングテーマ                  |
| 5月23日  | Over the Limit                                                                                          | 泉田塔一郎（阿部敦） | 「Over the Limit」 | テレビアニメ『弱虫ペダル GLORY LINE』関連曲                              |
| 5月25日  | アイドリッシュセブン BD・DVD第4巻特典CD                                                                 | IDOLiSH7 | 「TODAY IS」 | テレビアニメ『アイドリッシュセブン』挿入歌                               |
| 6月20日  | ナナツイロ REALiZE                                                                                      | IDOLiSH7 | 「ナナツイロ REALiZE」 「Viva! Fantastic Life!!!!!!!」                                                                      | ゲーム『アイドリッシュセブン』関連曲                                     |
| 7月7日   | Welcome, Future World!!!                                                                                | Re:vale、TRIGGER、IDOLiSH7 | 「Welcome, Future World!!! (short ver.)」                                                                                   | ゲーム『アイドリッシュセブン』関連曲                                     |
| 7月18日  | 弱虫ペダル GLORY LINE BD・DVD第2巻特典CD                                                                | 真波山岳（代永翼）、泉田塔一郎（阿部敦）、黒田雪成（野島健児）、葦木場拓斗（宮野真守）、銅橋正清（小野大輔）、新開悠人（内田雄馬）                                   | 「箱根学園 校歌」 | テレビアニメ『弱虫ペダル GLORY LINE』関連曲                              |
| 8月22日  | アイ★チュウ Nice to Meet You! 〜We are MG9!〜                                                           | MG9 | 「Nice to Meet You! 〜We are MG9〜」 「EXTRA SUMMER 〜Guys Be Ambitious!〜」                                                | ゲーム『アイ★チュウ』関連曲                                              |
| 12月26日 | Free!-Dive to the Future- キャラクターソングミニアルバム Vol.2 Close Up Memories                        | 早船ロミオ（阿部敦）、石動静流（松岡禎丞）、国木田歩（広橋涼） | 「Iwatobi Stream」 | テレビアニメ『Free!-Dive to the Future-』関連曲                          |
| 2019年   | | | |                                                                          |
| 5月28日  | Wonderful Octave 逢坂壮五                                                                               | 逢坂壮五（阿部敦） | 「Maybe」 「Wonderful Octave」                                                                                              | ゲーム『アイドリッシュセブン』関連曲                                     |
| 2020年   | | | |                                                                          |
| 1月8日   | Mr.AFFECTiON                                                                                            | IDOLiSH7 | 「Mr.AFFECTiON」 「ハツコイリズム」                                                                                         | ゲーム『アイドリッシュセブン』関連曲                                     |
| 4月23日  | 決闘挽歌/逝キ逝キテ輪廻                                                                                 | 鐘捲自斎通家（阿部敦） | 「逝キ逝キテ輪廻」 | ゲーム『乙女剣武蔵』関連曲                                               |
| 8月19日  | 遙かなる時空の中で7 ヴォーカル集 紺青の歌                                                               | 宮本武蔵（阿部敦） | 「剣の道」 | ゲーム『遙かなる時空の中で7』関連曲                                      |
| 8月26日  | DiSCOVER THE FUTURE                                                                                     | IDOLiSH7 | 「DiSCOVER THE FUTURE」 | テレビアニメ『アイドリッシュセブン Second BEAT!』オープニングテーマ      |
| 8月26日  | DiSCOVER THE FUTURE                                                                                     | IDOLiSH7 | 「Everyday Yeah!」 | テレビアニメ『アイドリッシュセブン Second BEAT!』関連曲                  |
| 2021年   | | | |                                                                          |
| 1月13日  | BEYOND THE SHiNE                                                                                        | TRIGGER、IDOLiSH7 | 「激情」 | テレビアニメ『アイドリッシュセブン Second BEAT!』挿入歌                  |
| 4月7日   | アイドリッシュセブン Collection Album vol.2                                                             | Re:vale、IDOLiSH7 | 「Happy Days Creation!」 | ゲーム『アイドリッシュセブン』関連曲                                     |
| 4月7日   | アイドリッシュセブン Collection Album vol.2                                                             | 逢坂壮五（阿部敦） | 「Monologue Note」 | ゲーム『アイドリッシュセブン』関連曲                                     |
| 4月7日   | アイドリッシュセブン Collection Album vol.2                                                             | MEZZO" | 「Forever Note」 | ゲーム『アイドリッシュセブン』関連曲                                     |
| 8月4日   | THE POLiCY                                                                                              | IDOLiSH7 | 「THE POLiCY」 | テレビアニメ『アイドリッシュセブン Third BEAT!』オープニングテーマ       |
| 8月4日   | THE POLiCY                                                                                              | IDOLiSH7 | 「NAGISA Night Temperature」                                                                                                | テレビアニメ『アイドリッシュセブン Third BEAT!』関連曲                   |
| 10月20日 | Intermezzo                                                                                              | MEZZO" | 「未来絵」 「Tears Over 〜この星の君と〜」                                                                                  | ゲーム『アイドリッシュセブン』関連曲                                     |
| 2022年   | | | |                                                                          |
| 1月12日  | Opus | IDOLiSH7 | 「Boys & Girls」 「Everything is up to us」                                                                                 | ゲーム『アイドリッシュセブン』関連曲                                     |
| 2023年   | | | |                                                                          |
| 7月5日   | - | アナルド（阿部敦）、バイレッタ（日岡なつみ） | 「愛の賞味期限」 | デジタルコミック『拝啓見知らぬ旦那様、離婚していただきます』テーマソング |